# 林雲陔
林 雲陔（りん うんがい）は、清末民初の革命家・政治家・銀行家。中国同盟会以来の革命派人士で、後に中国国民党に加入した。西南派の一員でもある。もとの名は公競。字は毅公。広東省高州府信宜県の出身。

## 事跡
高州府城の海山書院で旧学を学ぶ。1909年（宣統元年）、広州に赴き、両広方言高等学堂で学ぶ。このとき、中国同盟会に加入した。1911年（宣統3年）4月、黄花崗戦役に朱執信の下で参加したが、革命派は敗北した。1912年（民国元年）に方言学堂を卒業すると、高州で蜂起に参加し、成功後に高雷都督に任ぜられている。
その後、渡米してニューヨーク州の大学で法律・政治を学ぶ。1918年（民国7年）に帰国し、上海で雑誌『建設』の編集に携わった。1920年（民国9年）、孫文（孫中山）に随従して広州に赴き、大元帥府秘書に就任したほか、土地登記局局長、広東省教育委員会教育雑誌社社長も兼ねた。
1921年（民国10年）12月、広東大本営金庫長兼広西銀行行長となる。1923年（民国12年）、広州市政府委員長に任ぜられる。同年3月、大本営金庫長兼大本営財政部第3局局長となる。5月、中央銀行行長となった。12月、広東高等審判庁代理庁長に転じている。1924年（民国13年）4月、法制委員会委員となる。8月、中央銀行董事（理事）となった。10月、大本営財政部次長兼塩務署署長となる。1925年（民国14年）7月、広東省政府高等検察庁検察長に転じた。以上のように、孫文の広東政府において林雲陔は財務・法務の幹部としての地位を歴任したのである。
1927年（民国16年）4月、広州市政府委員長に復帰する。1929年（民国18年）3月、中国国民党第3期中央候補監察委員に選出された（第4期も同様）。7月、広東省政府委員に任ぜられる。11月、広州市が特別市に昇格し、そのまま林雲陔が特別市長をつとめた。1931年（民国20年）5月、広州市市長から広東省政府主席に昇進し、同省財政庁庁長も兼ねた（同年12月まで）。1932年（民国21年）、西南派による西南政務委員会常務委員に任ぜられる。1935年（民国24年）11月、国民党中央監察委員に選出された。広東にあった間、林雲陔は広東省の実力者であった陳済棠に従い、内政面で手腕を振るった。
1936年（民国25年）7月、陳済棠が両広事変に敗北して失脚すると、林雲陔も広東省政府主席を離れ、蒙蔵委員会委員長に転じる。しかし翌月には審計部部長に移った。以後、死去するまで12年にわたり在任した。
1948年（民国37年）10月4日、病没。享年68（満67歳）。